# William el Bravo, Señor de Douglas
Sir William Douglas el Bravo, señor de Douglas (1243-c. 1298
) fue un noble y señor de la guerra escocés.

## Primeros años
William Douglas era el hijo de William Longleg, señor de Douglas, supuestamente con su segunda mujer, Constance Battail de Fawdon. Aparece por vez primera en un Assize en Newcastle-upon-Tyne en 1256, cuando su padre le cedió un Carucate de tierra en Warndon, Northumberland. El padre de Douglas, William Longleg era señor de Fawdon, y dependía de Gilbert de Umfraville, conde de Angus, Longleg fue absuelto de una acusación de retener rentas por un jurado; no obstante, Umfraville atacó Fawdon y apresó a Longleg en el castillo de Harbottle, llevándose bienes por valor de 100 libras esterlinas. William Douglas resultó herido en la lucha. Ita quod fere amputaverunt caput ejus – hasta casi cortar su cabeza.

### Octava cruzada
William Fraser propuso una teoría según la cual David Hume de Godscroft estaría equivocado acerca de la actuación de William Douglas en las cruzadas, y sugirió que sería William Douglas hijo el que acompañaría a David I Strathbogie, conde de Atholl, y otros nobles escoceses en la octava cruzada en 1270, según registró John de Fordun en su Chronica Gentis Scotorum. Fraser también admitió que no hay forma de verificar esta teoría, excepto la referencia en el trabajo de Godscroft.

### Señor de Douglas
El padre de Douglas, Longleg murió en algún momento en torno a 1274 y aunque hay dudas acerca de si fue precedido por su hijo Hugh, a finales de la década William estaba con seguridad en posesión de sus propiedades. Douglas fue ordenado caballero antes de 1288, cuando recibió la orden de Sir Andrew Moray, de encarcelar su tío Hugh de Abernethy en Douglas Castle. Abernethy había participado en el asesinato de Donnchadh III, Conde de Fife, uno de los seis Guardianes de Escocia. Abernethy murió en custodia pese a los intentos de Eduardo I de Inglaterra por liberarle.
En 1289, Douglas pidió la liberación de ciertas cartas familiares a Richard, Abad de Kelso. Estas cartas habían sido conservadas en el Priorato de Lesmahagow, una casa de hija de la Abadía de Kelso, por seguridad. Al recibir estos documentos, Douglas se refiere a sí mismo como Dominus de Duglas, Señor de Douglas, la primera vez que el título aparece en la historia.

### Matrimonios

#### Elizabeth Stewart
Douglas se había casado con Elizabeth, hija de Alexander Stewart, IV Gran Senescal de Escocia, con la que tuvo a su primogénito James. Elizabeth Stewart parece haber muerto antes del fin de 1288, posiblemente en el parto.

#### Eleanor de Lovaina
Posteriormente en 1288, William Douglas y un caballero de Fronteras llamado John Wishart rodeaban el castillo de Fa'side cerca de Tranent. El castillo estaba en poder de Alan la Zouche, barón la Zouche de Ashby, superior feudal de la baronía de Tranent. Dentro del castillo estaba la esposa de Zouche, Eleanor, y otra Eleanor, que había enviudado recientemente William de Ferrers de Groby, segundo hijo de William de Ferrers, conde de Derby. Esta Eleanor Ferrers era hija de Matthew de Lovaina, bisnieto de Godofredo III, conde de Lovaina. El rey Eduardo había proporcionado una considerable dote a partir de las tierras inglesas de su marido tras su muerte. Poseía también propiedades en cinco condados escoceses, y Eleanor había viajado al norte para recolectar sus rentas. En lugar de expoliar tierras y castillo, Douglas se contentó con secuestrar a Eleanor y llevarla a Douglas Castle.
Eleanor – que aparentemente no rechazaba los ásperos encantos de su secuestrador – y Douglas se casaron poco después. El rey Eduardo no se mostró tan encantado y ordenó al sheriff de Northumberland tomar todas las posesiones de Douglas en aquel condado y detener a Douglas y Wishart si surgía la posibilidad. Eduardo también reclamó que los Guardianes de Escocia arrestaran inmediatamente a Douglas y se lo entregaron junto con Eleanor. Los Guardianes no respondieron. Douglas mantenía vínculos con dos de los Guardianes: James Stewart, gran senescal de Escocia era su cuñado, y Alexander Comyn, conde de Buchan era cuñado de Eleanor de Lovaina. Además, los Guardianes no pueden haber reaccionado bien ante la perentoria petición del rey inglés.

### Primer encarcelamiento
Sin embargo, Douglas parece para haber caído en manos del monarca inglés a comienzos de 1290 y fue confinado en el castillo de Knaresborough. Su encarcelamiento no parece haber sido extremadamente duro, y fue liberado en primavera de 1290 cuando su mujer Eleanor depositó una fianza para su liberación con cuatro manucaptores en mayo de 1290. Estos cuatro caballeros, todos primos suyos eran John Hastings, Barón Hastings, Nicholas de Segrave, Barón Segrave, William de Rye y Robert Bardulf. Él volvió al favor real y Wishart recuperó sus tierras en Northumbria. Eleanor Douglas fue multada con 100 libras esterlinas, y entregó como pago algunas de su manors en Essex y Herefordshire, que fueron tomadas por la corona en 1296.

### Camino a la guerra
El sello de Douglas aparece en el Tratado de Salisbury aprobando el matrimonio por poderes entre Margarita de Noruega y Eduardo de Caernarfon, y estaba entre los nobles que ratificaron el acuerdo en lo que sería el Tratado de Birgham. En Norham, en junio de 1291, los Guardianes aceptaron al rey Eduardo como señor supremo de Escocia. Durante las negociaciones para el nombramiento del siguiente rey de los escoceses, Eduardo se alojó con Sir Walter de Lindsay en Thurston Manor, cerca de Innerwick, cuando William Douglas le juró lealtad en la capilla del lugar. A finales de 1291, Douglas había caído nuevamente en desgracia y sus tierras de Douglasdale fueron confiscadas por el monarca inglés. Eduardo nombró a hombres de su confianza como agente baronal e hizo al maestro Eustace de Bikerton, Parson de St. Bride's Kirk, la casa espiritual y lugar de enterramiento de los Douglas. John Balliol fue declarado rey de les escoceses el 17 de noviembre de 1292, y convocó su primer parlamento el 10 de febrero de 1293. Douglas junto con Robert de Brus, Conde de Carrick, Aonghus Mór mac Domhnaill, señor de Islay y John, conde de Caithness no asistió a la convocatoria. Douglas asistió al segundo parlamento, pero fue encarcelado por desobedecer a los agentes reales que pretendían llevarle a juicio y encarcelarlos en Douglas Castle. Durante su estancia en prisión, Douglas fue convocado a sus tierras en Essex para servir a Eduardo; su ausencia le costó una multa de £20 esterlinas.

### Asedio de Berwick
Ante las humillaciones a John Balliol y la inoperancia de su gobierno, se formó una nueva Guardianía en 1295. Estos hombres concluyeron un tratado en París y lo ratificaron en Dunfermline entre los Reinos de Escocia, Francia y Noruega, lo que sería conocido como la Auld Alliance. Douglas se alineó con sus paisanos y fue nombrado Gobernador de Berwick upon Tweed, el más importante centro comercial de Escocia en la época. Cuando los Guardianes lanzaron el guante a Eduardo, éste se presentó ante las murallas de Berwick con 5000 caballeros y 30,000 soldados. Tuvo lugar entonces uno de los episodios más brutales en historia británica, el Saqueo de Berwick. El ejército inglés tomó la ciudad al asalto el Viernes Santo de 1296 y no dio cuartel a los habitantes. La matanza duró dos días y se estima que murieron entre 7,500 y 8,500 personas, entre hombres, mujeres y niños. Horrorizado y después de una contundente defensa, la guarnición de Berwick Castle bajo la jefatura de William Douglas, se acogió a la misericordia de rey. La guarnición fue liberada y se les dejó abandonar el castillo con sus armas, pero Douglas fue encarcelado y la última de sus propiedades en Essex confiscada. (El hijo de Douglas, de dos años, fue entregado quedó bajo la custodia del Sheriff de Essex en Stebbing, una de las propiedades confiscadas)

### Ragman Roll
Douglas fue encarcelado en la Torre de Hog en el castillo de Berwick y permaneció allí hasta que obtuvo al añadir su sello al Ragman Roll, al igual que la mayoría de los nobles escoceses. Pocos días después, Douglas recuperó sus posesiones en Escocia, pero no en Inglaterra. Para añadir sal a la herida, sus tierras Fawdon y Northumberland fueron otorgadas a su viejo enemigo Gilbert de Umfraville, Conde de Angus. Tras ello, Douglas no dudó en unirse al partido patriótico.
El condado de Angus, confiscado a los Umfravilles fue otorgado en 1389 a George Douglas, I conde de Angus, bisnieto de William.

### Revuelta de William Wallace
Tras la Batalla de Dunbar, una gran parte de la nobleza escocesa languidecía en prisiones inglesas. El pueblo estaba en ebullición y se rumoreaba que un nuevo campeón escocés, William Wallace de Elderslie había empezado su campaña. Douglas fue convocado a Londres por Eduardo el 7 de julio de 1297, con otros cincuenta barones para acompañarle a una expedición a Flandes en ayuda de Guido de Dampierre, Conde de Flandes contra Felipe IV, Rey de Francia. Douglas se negó y se unió a Wallace. La mayoría de los nobles escoceses consideraba a Wallace de dignidad inferior, pero no Douglas. Fue el primero en unirse a William Wallace en 1297; combinaron fuerzas en Sanquhar, Durisdeer y luego en la Abadía de Scone donde se hicieron con el tesoro inglés. Con aquel botín Wallace pudo seguir financiando su rebelión y se unió a Sir Andrew Moray, dirigiendo ambos al ejército patriota en la Batalla de Stirling Bridge el 11 de septiembre de 1297. A ambos se les unieron otros magnates como Robert Wishart Obispo de Glasgow, y los Morays de Bothwell, con un contingente de Douglases en la reunión nacional en Irvine, North Ayrshire.

### Asalto de Bruce a Douglas Castle
Cuando Eduardo de enteró de la supuesta traición de Douglas encomendó a Robert Bruce, Conde de Carrick y por aquel entonces gobernador de Carlisle para los ingleses responder. Bruce entró en Douglasdale por orden del rey. Sin embargo, el joven Bruce, que tenía veintidós años en la época, declaró, " debo unirme a mi propio pueblo y a la nación en la que nací." A él se le unieron los hombres de Douglas y Lady Douglas, uniéndose a los rebeldes en Irvine.

### Capitulación de Irvine
La tercera vez que Douglas fue hecho prisionero por Eduardo fue después del 9 de julio de 1297 cuando fue acusado por Sir Henry de Percy de romper su convenio de paz con Eduardo, que fue acordado en el  documento conocido como la Capitulación en Irving Water, donde Douglas estaba junto a Robert Brus, Alexander de Lindsay y John y James Stewart (estos tres últimos, sus cuñados).  Cuando Andrew de Moray y William Wallace derrotaron a los ingleses en Stirling Bridge, Sir William estaba nuevamente preso en Berwick, en la conocida como 'Torre de Douglas'.

### Muerte
Tras la victoria de Wallace, los ingleses abandonaron Berwick on Tweed, llevándose con ellos a Douglas y a otro prisionero escocés llamado Thomas de Morham; ambos fueron más tarde confinados en la Torre de Londres el 12 de octubre de 1297, donde Douglas falleció en 1298 debido a dureza del encarcelamiento.

## Descendencia
William el Bravo se casó dos veces y tuvo tres hijos.
Con Elizabeth, hija de Alexander Stewart, IV Gran Senescal de Escocia:
- Sir James Douglas.[11]

Con Eleanor de Lovaine de Groby, nuera de William de Ferrers, V conde de Derby y tataranieta de Godofredo III de Lovaina:
- Hugh Douglas,[11]
- Sir Archibald Douglas.